# Zajezdnia Czyżyny
Zajezdnia autobusowa Czyżyny – zlikwidowana zajezdnia autobusowa mieszcząca się przy ul. Stella-Sawickiego w Krakowie. Powstała w 1966 po zagospodarowaniu jednego z hangarów byłego lotniska Kraków-Rakowice-Czyżyny. Obiekt miał funkcjonować tymczasowo do momentu otwarcia nowej zajezdni dla Nowej Huty, jednak rosnące potrzeby krakowskiego MPK doprowadziły do dalszej rozbudowy. Zajezdnię zlikwidowano w 1998. Od 2018 roku na tym terenie otwarto oddział Muzeum Inżynierii Miejskiej.

## Autobusy, które stacjonowały w zajezdni
Jelcz
- Jelcz 021 (1967–1979)
- RTO (1966–1980)
- Jelcz PR110U (1978–1988)
- M181MB (1996–1998)

Ikarus
- 280 (1981–1998)

MAN
- SG 242 (1992–1998)

Scania
- CN113ALB (1992–1998)